# Gang 90 e as Absurdettes
Gang 90 e as Absurdettes (aussi abrégé Gang 90) est un groupe brésilien de rock, originaire de São Paulo, dans l'État de São Paulo. Il est formé par le DJ et journaliste Júlio Barroso et les chanteuses Alice Pink Pank, Lonita Renaux, Luisa Maria et May East.
Leurs morceaux mêlaient new wave et voyages beatnik, chargées de rythmes forts et de chœurs féminins, inspirés par le groupe The B-52's.

## Histoire

### Première phase
Leur première apparition a lieu en 1981 à la discothèque Paulicéia Desvairada. Un moment particulièrement important pour le groupe est sa participation au festival MPB Shell, organisé par Rede Globo. La représentation a lieu le 10 juillet 1981 au gymnase Maracanãzinho de Rio de Janeiro. À cette occasion, ils interprètent le morceau Perdidos na Selva et atteignent un degré de visibilité et de notoriété inhabituel pour les groupes de la scène pop brésilienne, qui préfigurait déjà la vigueur du mouvement rock national qui allait émerger dans les années 1980. La composition de la chanson est officiellement attribuée à Júlio Barroso, mais on sait que Guilherme Arantes aide à créer la mélodie, de manière anonyme, parce qu'il était déjà en compétition avec la chanson Planeta Água au même festival. Pour promouvoir le groupe, l'émission Fantástico du 2 août 1981 diffuse un clip de Perdidos na Selva. Le morceau sort d'abord en CD sur le label HOT, avec le titre Lilik Lamê en face B, chanté par Alice Pink Pank, l'une des chanteuses-musiciennes du groupe, aux côtés de May East et Lonita Renaux.
En 1983, le groupe sort le LP Essa tal de Gang 90 e as Absurdettes, qui contient ses précédents succès et une chanson intitulée Nosso Louco Amor comme générique du feuilleton de 20 heures de Rede Globo, Louco Amor, de Gilberto Braga. La partie instrumentale de l'album fait participer Herman Torres, Gigante Brazil, Albino Infantozzi (batterie), Luiz Paulo Simas (claviers), Otávio Fialho (basse électrique) et Wander Taffo. Taciana Barros les rejoint peu après la sortie de leur premier album pour remplacer Alice Pink Pank. La même année, ils participent à l'émission spéciale Plunct, Plact, Zuuum de Rede Globo avec le morceau Será que o King Kong é Macaca ? May East poursuit une carrière solo internationale et Alice Pink Pank commence à collaborer avec le groupe Lobão e os Ronaldos.
Júlio Barroso décède prématurément, le 6 juin 1984, à l'âge de 30 ans, en tombant de la fenêtre de son appartement à São Paulo dans des circonstances qui n'ont jamais été totalement élucidées, bien qu'il y ait pratiquement un consensus sur le fait qu'il s'agisse d'un accident. Gang 90 devait donner un concert à la boîte de nuit Val Improviso.

### Deuxième phase
Deux jours après le décès de Barroso, Taciana Barros, sa petite amie alors âgée de 19 ans, s'enferme dans la maison de son frère. Un mois plus tard, elle se rend à un concert de Barão Vermelho à São Paulo. À son arrivée, on lui demande de rejoindre Cazuza dans la loge après le concert, car il veut la voir. C'est le chanteur qui l'encourage à remonter sur scène. Taciana Barros reprend alors la direction du groupe et tente de le faire perdurer en sortant l'album Rosas e Tigres, qui comprend une série de morceaux inédits de Julio Barroso. L'œuvre n'a finalement que très peu de répercussions commerciales, bien qu'elle ait été assez bien accueillie par la critique spécialisée.
Une dernière tentative, en 1987, est l'album Pedra 90, avec pratiquement aucun des membres originaux du groupe et qui scelle la fin du groupe.

### Retour
Les 23 et 24 février 2019, deux concerts au Sesc Pompeia à São Paulo, intitulés Nossa Onda de Amor Não Há Quem Corte, marquent le retour du groupe, toujours sous la houlette de Taciana Barros. Les concerts comportent des apparitions spéciales d'Edgard Scandurra, Felipe Catto, Jonas Dantas, Lúcio Maia et Rodrigo Carneiro (Mickey Junkies),,.
Toujours en 2019, le livre Essa tal de Gang 90 e Absurdettes est publié par la série documentaire O Livro do Disco, publiée par Editora Cobogó, écrit par le Néerlandais Jorn Konijn.

## Discographie

### Albums studio
- 1983 : Essa tal de Gang 90 e As Absurdettes
- 1985 : Rosas e Tigres
- 1987 : Pedra 90